# Christophe Edaleine
Christophe Edaleine (Annonay, 1 november 1979) is een voormalig Frans wielrenner. Hij stopte toen hij voor 2009 geen profploeg meer kon vinden.

## Belangrijkste overwinningen
2003
- 7e etappe Tour de l'Avenir

2006
- 3e etappe Ronde van de Middellandse Zee (ploegentijdrit met Aleksandr Botsjarov, Pietro Caucchioli, Jimmy Engoulvent, Dmitri Fofonov, Rémi Pauriol, Mark Renshaw en Yannick Talabardon)

2008
- Sprintklassement Ronde van Burgos

## Resultaten in voornaamste wedstrijden
| Jaar | Ronde van Italië | Ronde van Frankrijk | Ronde van Spanje |
| ---- | ---------------- | ------------------- | ---------------- |
| 2002 |                  | 100e                |                  |
| 2003 |                  | 131e                |                  |
| 2004 |                  | 141e                |                  |
| 2005 |                  |                     | opgave           |
| 2006 | 127e             |                     |                  |
| 2007 |                  |                     |                  |

| Jaar | Amstel Gold Race |  | Wereldranglijsten |
| ---- | ---------------- |  | ----------------- |
| 2002 |                  |  |                   |
| 2003 |                  |  |                   |
| 2004 |                  |  |                   |
| 2005 |                  |  |                   |
| 2006 |                  |  |                   |
| 2007 | 108e             |  | 191e (UPT)        |